# جيليفين
جيليفين هو برنامج مفتوح المصدر لإدارة وتشغيل وسائط الوسائط المتعددة. يمكن استخدامه لتنظيم ومشاركة مكتبة الوسائط الخاصة بك، مثل الفيديوهات والموسيقى والصور، عبر الشبكة المحلية أو حتى عبر الإنترنت. يقدم Jellyfin واجهة مستخدم سهلة الاستخدام تسمح للمستخدمين بالوصول إلى محتواهم الرقمي من مختلف الأجهزة مثل الحواسيب الشخصية والهواتف الذكية والأجهزة الذكية التي تدعم تشغيل التطبيقات. ويمكن للمستخدمين أيضًا تخصيص واجهة المستخدم وتكوين العديد من الخيارات والميزات وفقًا لاحتياجاتهم الشخصية.

## تطوير

### تاريخ النسخ
بدأ ترقيم الإصدار الفريد لـ Jellyfin بالإصدار 10.0.0 في يناير 2019.
| النسخة الرئيسية | تاريخ الافراج عنه | ملحوظات                                                     |
| --------------- | ----------------- | ----------------------------------------------------------- |
| 10.8.0          | 11 يونيو 2022     |                                                             |
| 10.7.0          | 8 مارس 2021       |                                                             |
| 10.6.0          | 19 يوليو 2020     | ميزة SyncPlay وقراءة epub                                   |
| 10.5.0          | 8 مارس 2020       | تمت إضافة دعم تشفير وفك تشفير تسريع الأجهزة لـ Raspberry Pi |
| 10.4.0          | 6 أكتوبر 2019     |                                                             |
| 10.3.0          | 19 أبريل 2019     |                                                             |
| 10.2.0          | 16 فبراير 2019    |                                                             |
| 10.1.0          | 25 يناير 2019     |                                                             |
| 10.0.0          | 7 يناير 2019      |                                                             |
| 3.5.2-5         | 30 ديسمبر 2018    | الإصدار فقط لاستخدام ترقيم إصدار Emby الأصلي                |

## أنظر أيضا
- بليكس (شركة)
- كودي (برمجيات)
- إمبي
- الاستضافة الذاتية (خدمات الويب)